# Strobilanthes sibulanensis
Strobilanthes sibulanensis är en akantusväxtart som först beskrevs av Adolph Daniel Edward Elmer, och fick sitt nu gällande namn av Merrill. Strobilanthes sibulanensis ingår i släktet Strobilanthes och familjen akantusväxter. Inga underarter finns listade i Catalogue of Life.